# جن (مسلسل)
جِنّ مسلسل دراما وفنتازيا عربي أردني يُعرض على الانترنت. الفيلم من إنتاج شركة نتفليكس الأمريكية، وتم اطلاقه لأول مرة في 13 يونيو 2019، وهو من تأليف وإنتاج إيلان وراجيف داساني وإخراج المخرج اللبناني مير جان بوشعيا (الحلقات 1، 2، 5) وإخراج المخرج الأردني أمين مطالقة (الحلقات 3، 4). ويعتبر المسلسل أول مسلسل عربي يُعرض على شبكة نتفلكس العالمية، حيثُ سيعرض بـ29 لغة مختلفة ويقدم في 190 دولة عبر الإنترنت، وتتوقع نتفلكس أن يتابع المسلسل 150 مليون مشترك من حول العالم.
تم اطلاق المسلسل في 13 يونيو 2019، وأقيم حفل اطلاق المسلسل في نادي البشارات للغولف في عمّان، وبحضور الأميرة ريم علي وجميع أفراد طاقم المسلسل.

## ملخص
تدور قصة المسلسل في مدينة عمان العصرية والبتراء القديمة، ويحكي المسلسل قصة مجموعة من المراهقين العرب وكيف تخضع صداقتهم وأحاسيسهم الرومانسية للاختبار عندما يستدعون قوى الجِنّ الخارقة إلى عالمهم دون قصد، ويصبح 'الجن' أقوى وتزداد ضبابية المشهد بين الخير والشر، في الوقت الذي لا يعرف طلاب الثانوية بمن يثقون، فهل يتمكنون من إيجاد الإجابات المطلوبة لإنقاذ أصدقائهم.
ويعد مسلسل 'جن' الأول من عدة أعمال عربية أصلية من منطقة الشرق الأوسط المقرر إطلاقها على منصة نيتفليكس مع انضمام مسلسل أخر هو 'مدرسة الروابي للبنات، ومسلسل 'ما وراء الطبيعة' إلى قائمة الأعمال العربية التي ستعرض على نتفليكسنيتفليكس."

## طاقم العمل
ساهم بالمسلسل العديد من الممثلين والممثلات الأردنيين، وكان أبطال المسلسل أول ظهور لهم على شاشة التلفاز، وهم بالترتيب حسب عدد الحلقات التي ساهموا بها:
- سلمى ملحس (ميرا)
- حمزة عقاب (كيراس، حسني)
- سلطان الخيل (ياسين)
- عائشة شحالتوغ (فيرا)
- ياسر الهادي (فهد)
- بان حلاوية (ليلى)
- فارس البحري (ناجي)
- محمد هندية (عمر)
- زيد زعبي (حسن)
- كرم طباع (جميل)
- محمد نزار (ناصر)
- عبد الرزاق جركس (طارق)
- هنا شمعون (مس علا)
- نديم ريماوي (زهير)
- إياد حوراني (خالد)
- منال سحيمات (لبنى)
- نهى سمارة (أم ناصر)
- فاطمة السماحين (أم كيراس)
- سامية عيد (الطفة أخت كيراس)
- هويشل النوافلة (الحارس البدوي)
- محي الدين البشيتي (معلم الأحياء)
- ثامر العدوان (الأستاذ مالك)
- محمود هليلات (القاص البدوي)

## ردود الفعل
حقق مسلسل جنّ ضجة كبيرة في أول يوم لعرضه، واتهمه ناشطون على مواقع التواصل الاجتماعي بخدش الحياء العام من خلال اللقطات الجريئة والكلمات المستخدمة في المسلسل. ومن أهم ردود الفعل على اطلاق مسلسل جن:
- أمر المدعي العام في العاصمة عمان لوقف عرض المسلسل بشكل فوري، لمخالفته الآداب العامّة، ولوجود مقاطع اباحية فيه حسب رأيه.[4]
- نفت هيئة الإعلام الأردنية مسؤوليتها عن عرض أو دعم مسلسل جنّ، وقالت أنها غير مسؤولة عن مراقبة المسلسل. كما وأعلنت الهيئة متابعتها لعملية منع عرض المسلسل داخل الأردن.[5]
- كما هددت سلطة إقليم البترا باتخاذ اجراءات قانونية ضد المسؤولين عن المسلسل، لما يتضمنه المسلسل من اساءة لأخلاق الشعب الأردني، ومخالفته الشريعة الإسلامية.
- وقال مفتي عام المملكة الأردنية الهاشمية محمد الخلايلة أن مسلسل جنّ «انحدار أخلاقي وقيمي لا يمثل عادات الأردنيين وأخلاقهم وخروج عن التعاليم الإسلامية»، كما ودعى لوضع حلول تمنع عرض مثل هذه المسلسلات لاحقاً.[6]
- شبكة نتفليكس وصفت ما حدث من ردود فعل على المسلسل والممثلين بالتنمر، وأطلقت عبر تويتر تهديداً لكل من يطلق الألفاظ الجارحة على طاقم عمل المسلسل. ووضحت الشبكة أن أعمالها تتركز حول قيم التنوع والشمولية وتوفير مشاهدة آمنة لمحبي المسلسلات.[7]
- الأمير علي بن الحسين استغرب الهجمة الموجهة ضد المسلسل والإساءة لطاقم العمل، ووضح بأن الأردن يتسع لجميع الأعمال والمعتقدات وأنماط الحياة ما دامت هذه الأعمال مسالمة. ودعى المجتمع الأردني للتوقف عن الانتقاد والاهتمام بمشاكل الأردن الحقيقية.[8]
- الهيئة الملكية الأردنية للأفلام في بيان لها نفت مسؤوليتها عن مراقبة المسلسل، وقالت أن الهيئة مسؤوليتها دعم وتشجيع الإنتاج المحلي فقط. ووضحت في البيان نفسه أن المسلسل ليس معروض على الشاشات المحلية، وأن مشاهدته اختيارية على الإنترنت فقط. وتابعت الهيئة قولها أن المسلسل ليس وثائقي ليعكس واقع المجتمع الأردني بالضرورة.[9]
- وقال حسين الخطيب، نقيب الفنانين الأردنيين، "هذا يتنافى مع قيم وعادات وتقاليد الناس، هذا يعني مس قاعدة كبيرة جدا من البناء الاجتماعي، وهذا المجتمع يتمسك دائماً بتفاصيله الحياتية وتفاصيله الاجتماعية، أعتقد أنه أثار حفيظة كثير من الناس.[10] [11]

## التصوير
بدأ التصوير الرئيسي للمسلسل في عمان، الأردن في 13 أغسطس 2018.

## قائمة الحلقات
| ر. الإجمالي | العنوان           | المخرج         | الكاتب                                   | تاريخ العرض الأصلي |
| ----------- | ----------------- | -------------- | ---------------------------------------- | ------------------ |
| 1           | «همسات مُريبة»     | مير جان بوشعيا | إيلان داساني، راجيف داساني، أمين مطالقة  | 13 يونيو 2019      |
| 2           | «الرمال السحريّة»  | مير جان بوشعيا | إيلان داساني، راجيف داساني، تيفاني هو    | 13 يونيو 2019      |
| 3           | «شعور ممتع وخطير» | أمين مطالقة    | إيلان داساني، راجيف داساني، دولوريس رايس | 13 يونيو 2019      |
| 4           | «#الباحث_عن_جن»   | أمين مطالقة    | إيلان داساني، راجيف داساني               | 13 يونيو 2019      |
| 5           | «احذر مما تتمناه» | مير جان بوشعيا | إيلان داساني، راجيف داساني               | 13 يونيو 2019      |

## هوامش
- 1: نتفليكس تحتاج إلى اشتراك مدفوع ضمن باقات محددة عبر الإنترنت ولا يمكن مشاهدة المسلسل الا عبرها.

## روابط خارجية
- جن على موقع IMDb (الإنجليزية)
- جن على موقع روتن توميتوز (الإنجليزية)
- جن على موقع نتفليكس (الإنجليزية)
- جن على موقع كينوبويسك (الروسية)
- جن على موقع ألو سيني (الفرنسية)
- جن على موقع قاعدة بيانات الفيلم (الإنجليزية)